# Parachernes gracilimanus
Parachernes gracilimanus är en spindeldjursart som beskrevs av Volker Mahnert 1986. Parachernes gracilimanus ingår i släktet Parachernes och familjen blindklokrypare. Inga underarter finns listade i Catalogue of Life.